# シナウスイロイルカ
シナウスイロイルカ（支那薄色海豚、学名：Sousa chinensis）はクジラ目ハクジラ亜目マイルカ科ウスイロイルカ属に分類されるイルカである。
ウスイロイルカと合わせて一つの種 Sousa chinensis として、シナウスイロイルカをその亜種 Sousa chinensis chinensis とする場合もある。

## 分布

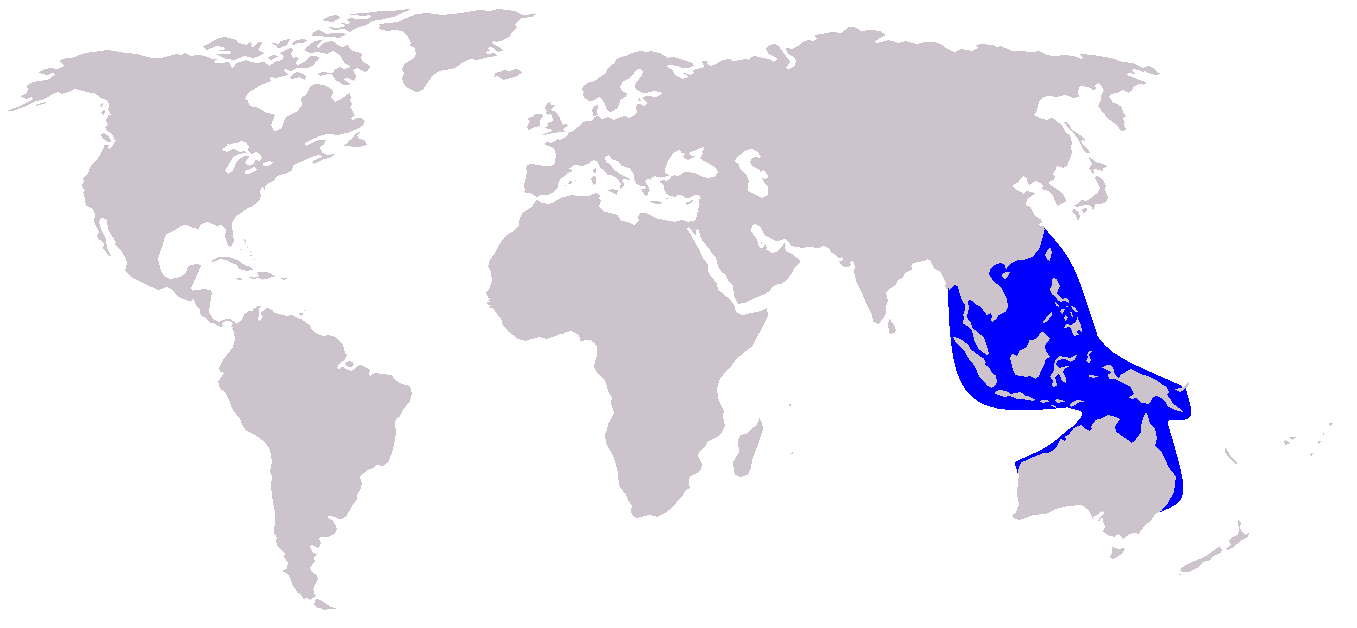
シナウスイロイルカ (Sousa chinensis) の生息域

生息域は、東シナ海、インドネシア、ニューギニア島からオーストラリア北部にかけての浅い海域である。
Dale W. Riceは、スマトラ島を境界とし、スマトラ島およびそれより東に棲息するものをシナウスイロイルカ (Sousa chinensis) 、スマトラ島より西側に棲息するものをウスイロイルカ (Sousa plumbea) と分類したが、交雑は不可避であろうと考えられている。そのため、シナウスイロイルカ (Sousa chinensis) とウスイロイルカ (Sousa plumbea) を合わせて一つの種と考える分類法もある。

## 形態
シナウスイロイルカ (Sousa chinensis) はウスイロイルカ (Sousa plumbea) に似ている。生息域によりその形態は異なり、また成長とともに変化する。ウスイロイルカ (Sousa plumbea) に比べると背びれが大きく、背中の隆起が小さい。口吻は細長い。
成体の体長は2mから2.8m、体重は150kgから200kgである。生まれた直後の体長は1m程度である。
生まれた直後の体色は全身が黒あるいは濃い灰色であるが、成長するに従って名前の通り薄い色に変化し、成体では全身ピンクあるいはピンクと白色あるいは明るい灰色の斑模様になる。
寿命は約40年である。香港において、およそ33歳であることがわかっているシナウスイロイルカが生息していた。死亡した個体については、歯の断面図の観察によって、およその年齢を調べることが可能であることがわかっている。

## 行動
シナウスイロイルカの成体は、通常は20秒から30秒に一度の割合で呼吸を行う。深く潜水する場合には、2分から8分程度の潜水を行うが、平均的には4分以上の潜水を行うことは稀である。未成熟の個体の場合には、呼吸の速度は成体の倍ほどであり、潜水も3分程度が限界である。
集団で行動する社交的なイルカであり、通常は3、4頭ほどの小さな群を成して行動する。雌は約10歳、雄は約13歳で性的に成熟する。
通常、夏の終わりから秋にかけて交尾を行い、妊娠期間は約11ヶ月である。子育ては仔イルカが自分で餌を捕ることが可能になるまで続けられる。成熟した雌は約3年に一度のペースで出産する。

## 人間との関り

### ドルフィンウォッチ
香港では本種を「中華白海豚」と呼び、マスコットとして使う例があるほか、野生のシナウスイロイルカを船から観察するドルフィンウォッチングが商業的に行われている。主な海域はランタオ島北部や南東部、索罟群島沖、坪洲沖などである。ドルフィンウォッチングにより、香港の一般の人々がシナウスイロイルカへの関心を持つ機会を増やしたり、利益の一部をFriends of the Earth (HK) へ寄付する業者も存在するため、香港の沿岸環境保護に繋がるという意見がある。一方、ドルフィンウォッチングは、シナウスイロイルカに過剰なストレスを与え、持続的な生存を脅かすものであるという批判もある。

### 環境汚染、埋め立てなど
香港近海はシナウスイロイルカにとっては危険な生息域になってきている。主な原因は、密漁、埋め立ての増加、海上交通の発達などである。
シナウスイロイルカはほぼ一定の海域を生息域とし、その生息域から離れることはほとんどないため、工業排水、農業排水、生活排水による香港近海の汚染の影響が深刻になってきている。珠江デルタでは、毎日19万m3の汚水が全く処理されることなく、そのまま海へ排出されている。未処理の汚水や化学物質は海全体の環境を悪化させ、シナウスイロイルカの生息環境も悪化させている。
シナウスイロイルカの死骸からは水銀などの重金属、PCBやDDTなどの塩化有機物、トリブチルスズ (TBT)、合成保存料などが検出されており、食物連鎖の中にこれらの有害な物質が既に組み込まれていることが明らかになっている。
香港国際空港の建設によって、シナウスイロイルカの生息海域が9.5km2減少した。同空港には第三滑走路の建設計画があり、更に影響を与えることが危惧されている。他にも、北大嶼山公路、屯門と青山火力発電所を繋ぐ香港内河碼頭（River Trade Terminal）、香港ディズニーランドといった開発に伴う大規模な埋め立てが実施あるいは予定されており、シナウスイロイルカの生息域に壊滅的な打撃を与える恐れがある。さらに索罟群島においてはLNGターミナルの建設の動きもあり、潜在的な脅威となっている。
ランタオ島北部の海域における魚の乱獲や多数の船舶の航行もシナウスイロイルカへの脅威となり得る。香港政府による商業的な漁業に対する規制はほとんどないため、魚の乱獲は混獲によるシナウスイロイルカの被害を増大させる可能性がある。1日あたり平均70艘の船舶が香港海峡を通過する。多数の船舶が発生するエンジンの雑音は、シナウスイロイルカが行う反響定位の妨げとなって悪影響を与える恐れもある。

## 絶滅危惧種としての位置づけ
- VULNERABLE (IUCN Red List Ver. 3.1 (2001))[1]
- 中国国家一級重点保護野生動物

## 年表
1637年
冒険家ピーター・マンディー (Peter Mundy) により、香港では最初のシナウスイロイルカが珠江の近くで発見された。河口付近の水には塩分が含まれており、シナウスイロイルカの生息域となっている。
1980年代後半
環境保護主義者がシナウスイロイルカの生息数に注目し始めた。
1990年の初め
香港の一般市民がシナウスイロイルカに注目し始めた。これは香港国際空港の建設によるものである。空港建設のため、ランタオ島北部の9.5km2の海域が埋め立てられた。これは単一の埋め立て工事としては世界有数の規模であった。
1993年の初め
香港国際空港建設の環境への影響の再調査が実施された。香港の世界自然保護基金などの自然保護団体の活動が発端であるが、香港のマスメディアがこの問題に注目するきっかけにもなった。これからまもなく香港政府がシナウスイロイルカの調査に取りかかることとなる。
1993年の終わり
香港農業水産管理局（漁農自然護理署、Agriculture, Fisheries and Conservation Department）設立。
1996年
トーマス・ジェファーソン (Thomas Jefferson) によるシナウスイロイルカの調査が始まる。
1997年
シナウスイロイルカが香港の中華人民共和国への返還式典の公式マスコットになる。
1998年
トーマス・ジェファーソンによる研究成果が "Wildlife Monographs" で発表される。
香港ドルフィンウォッチ (Hong Kong Dolphinwatch) が設立される。一般市民にドルフィンウォッチを経験させ、シナウスイロイルカへの興味を持ってもらうことを目的とする団体である。
2000年
香港農業水産管理局によるシナウスイロイルカの長期間の観察が始まる。
珠江における生息数が80～140頭程度にまで減少。